# Кемеровская ГРЭС
Ке́меровская ГРЭС — электростанция в Центральном районе Кемерова, действующая с 1934 года. Входит в АО «Кемеровская генерация», структурного подразделения ООО «Сибирская генерирующая компания».

## История
Строительство электростанции началось в 1930 году по советским проектам, предусматривавшим комплектацию оборудованием отечественного производства. Котлы и турбины изготовил Ленинградский металлический завод, генераторы — завод «Электросила». Начальником строительства и первым директором станции был В. Ф. Соколовский.
31 января 1934 года на станции был пущен в пробную эксплуатацию турбогенератор № 1 мощностью 24 МВт с котлоагрегатом № 1 паропроизводительностью 110 т/ч. В августе 1934 года работали уже два турбогенератора по 24 МВт и два котла по 110 т/ч пара. В 1940 году мощность ГРЭС достигла 123 МВт. Одновременно с сооружением объектов станции велось строительство линий электропередач и подстанций напряжением 110 кВ. Так создавался Северный электроэнергетический узел.
В сентябре 1936 года была построена линия электропередачи 110 кВ между городами Белово и Прокопьевск. С вводом в работу этой линии Кемеровская ГРЭС и ТЭЦ Кузнецкого металлургического завода стали работать на общую электрическую сеть.
Расширение ГРЭС началось в конце 1941 года. Предприятия города оказывали помощь в изготовлении недостающего оборудования, металлоконструкций. Работы шли в непростых условиях, из 1088 рабочих, прибывших в 1943 году на станцию, 1035 были 20-24-летние девушки.
В годы войны станция работала все время на предельной нагрузке. В 1940 году она вырабатывала 584 млн кВт*ч, а в 1944 году уже вдвое больше — 1151 млн кВт*ч. В 1946 году на станцию была направлена группа выпускников техникумов и институтов. Начались работы по реконструкции оборудования котельного цеха, турбинного цеха. Основное направление реконструкции последнего было связано с теплофикацией Кемерова, которая началась в 1952 году. Построена тепломагистраль первой очереди, в 1957—1960 годах были смонтированы три противодавленческие турбины мощностью по 6 тыс. кВт. Впоследствии вся жилая застройка левобережной части города проектировалась на теплоснабжении от Кемеровской ГРЭС.
В 1959—1960 годах была проведена вторая тепломагистраль в заискитимскую часть города. Реконструированы турбины № 1, 2, 4, зал химводоочистки, построена насосно-подкачивающая станция.
В 1963 году отпуск теплоэнергии вырос до 2043 Гкал в год. ГРЭС исчерпала свои внутренние резервы теплофикационных мощностей. Поэтому в 1966 году началось строительство седьмой очереди расширения станции и — одновременно — строительство третьей теплотрассы. С 1966 по 1978 год на станции были смонтированы три котлоагрегата производительностью 420 тонн пара в час, два турбогенератора по 40 тыс. кВт и ещё один мощностью 110 тыс. кВт, введены в эксплуатацию: бойлерная № 3, две химводоподготовки, новый тракт теплоподачи, маслохозяйство и другие объекты. Проделанные работы позволили вдвое увеличить отпуск электроэнергии и тепла.
Работы по реконструкции действующего и вводу нового оборудования не прекращались: в мае 1983 года был введён в эксплуатацию котлоагрегат № 14. Ещё через пять лет — теплофикационная турбина № 12 мощностью 110 тыс. кВт.
В декабре 1994 года введён в эксплуатацию котлоагрегат № 15 производительностью 420 тонн пара в час, в декабре 1995 — теплофикационная турбина № 13 мощностью 116 тыс. кВт и бойлерная установка № 4. Выработавшее свой ресурс оборудование демонтировалось, уступая место новому. В 1998 году первым в России пущен в эксплуатацию турбогенератор ПТР-30-2,9/0,6 мощностью 30 тыс. кВт. К июлю 1999 года установленная электрическая мощность ГРЭС составляла 460 МВт, тепловая — 1183 Гкал. В работе находились 9 турбоагрегатов, 4 бойлерные установки, три подпиточных узла. В 2003 году оборудование станции насчитывало 10 турбоагрегатов, 13 котлоагрегатов, численность работников превысила 1300 человек. Ко Дню энергетика в 2005 году был введён в промышленную эксплуатацию котлоагрегат № 16 типа ТП-87М, сочетающий эффективные технологии в сфере сжигания топлива, экологии и автоматизации процессов управления.
В 2012 году выполнена реконструкция 6 котлоагрегатов с переводом оборудования с более дефицитного и дорогостоящего проектного вида топлива — высококалорийного угля марки СС — на более дешёвый уголь марки Д, что позволило снизить себестоимость производства электроэнергии, а также сократить выбросы окислов азота в атмосферу.
В 2021 году Кемеровской ГРЭС присвоили имя Николая Петерса.